# Håkan Holmberg (filmfotograf)
Jan Håkan Holmberg, född 26 augusti 1957 i Uppsala, är en svensk filmfotograf.

## Filmfoto i urval
- 2006 – Wallander - Brandvägg
- 2006 – Min frus förste älskare
- 2005 – Fyra veckor i juni
- 2004 – Kniven i hjärtat
- 2003 – Lejontämjaren
- 2000 – Vingar av glas
- 2000 – Sleepwalker
- 1995 – Stannar du så springer jag
- 1989 – Badhuset
- 1987 – Ett brottsstycke